# Memoriale Tanaka

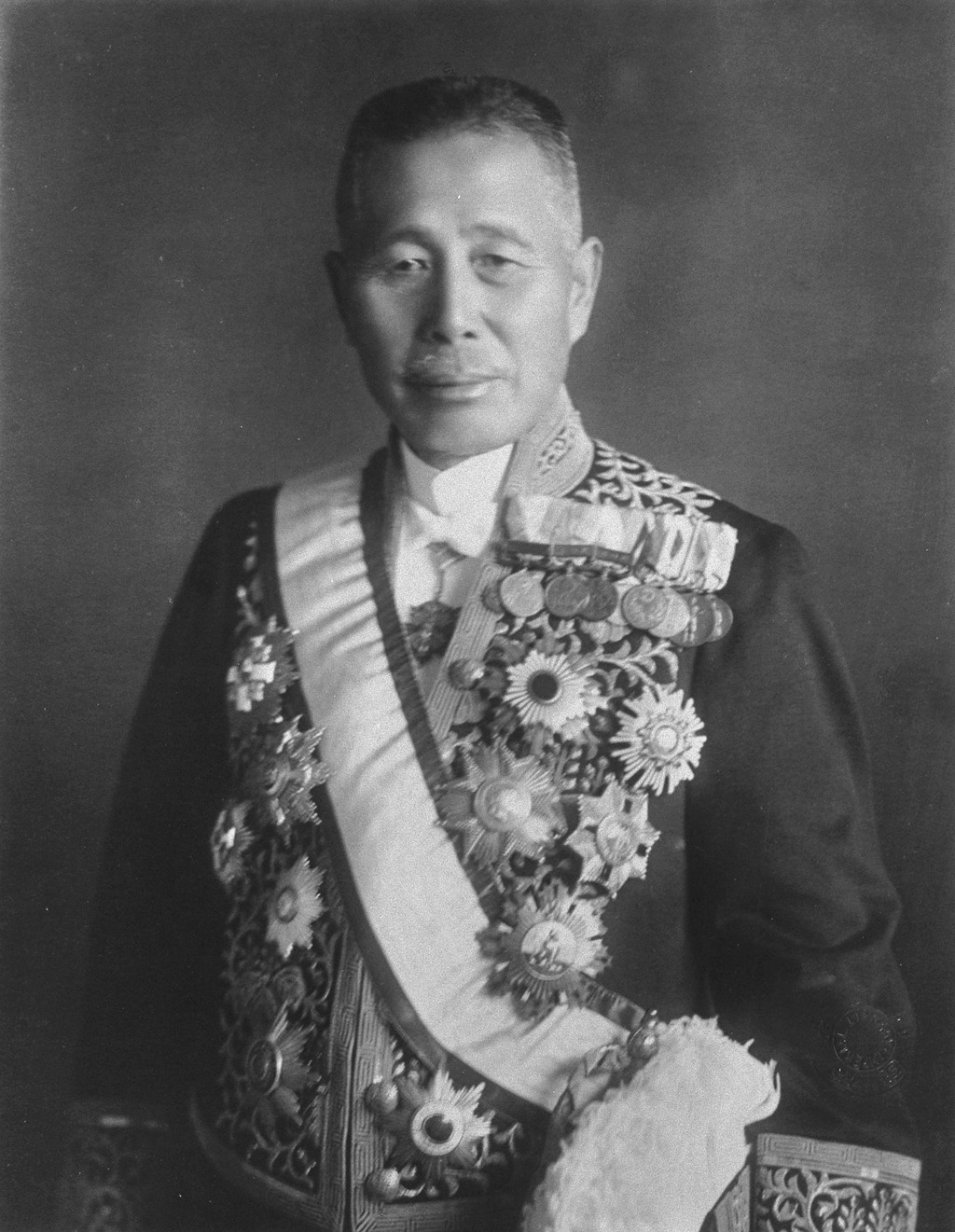
Tanaka Giichi, primo ministro del Giappone dal 1927 al 1929, supposto autore del memoriale

Memoriale Tanaka è il nome dato a un supposto memoriale redatto nella seconda metà degli anni 1920 da Tanaka Giichi, all'epoca primo ministro dell'Impero giapponese. Il documento illustrerebbe i progetti espansionistici del Giappone sui territori dell'Asia orientale, a iniziare dall'annessione delle regioni della Manciuria e della Mongolia per proseguire con l'aggressione alla Cina, l'occupazione della Siberia e infine l'assoggettamento del Sud-est asiatico, con lo scopo ultimo di acquisire una posizione di assoluta dominanza sulla regione.
Reso pubblico per la prima volta nel 1929 da alcuni mezzi d'informazione cinesi, il memoriale fu al centro di vaste campagne di propaganda in Cina e negli Stati Uniti d'America negli anni immediatamente precedenti alla seconda guerra mondiale e durante il conflitto stesso, venendo considerato come una sorta di equivalente giapponese del Mein Kampf hitleriano. In tempi più recenti l'autenticità del documento, di cui non è mai stata pubblicata una versione originale in giapponese, è stata messa più che in dubbio: benché esso sia ancora citato come autentico in vari testi cinesi, la maggioranza degli storici ritiene ormai che il memoriale non sia nulla di più di un falso costruito in chiave anti-giapponese.

## Il memoriale
La prima versione nota del memoriale venne pubblicata in lingua cinese sull'edizione di dicembre 1929 del mensile Affari Correnti (in cinese 時事月報), una pubblicazione del partito nazionalista Kuomintang edita a Nanchino; il documento iniziò poi ad acquisire un maggior risalto dopo che una sua supposta riproduzione integrale e tradotta venne pubblicata, il 24 settembre 1931, su China Critic, un quotidiano in lingua inglese edito a Shanghai. Nell'illustrare i progetti di espansionismo territoriale dell'Impero giapponese in Asia, il memoriale impiegava toni minacciosi come:
La traduzione in inglese del memoriale prese a circolare negli Stati Uniti poco dopo: nel dicembre 1931 il memoriale fu pubblicato negli Stati Uniti sulle colonne del periodico dell'Internazionale Comunista edito dal Partito Comunista degli Stati Uniti d'America, venendo poi ristampato in formato libro. Il documento ottenne maggiore diffusione negli Stati Uniti nel febbraio 1934, quando la traduzione del memoriale divenne l'articolo principale di copertina del primo numero del mensile The Plain Truth edito da Herbert W. Armstrong, potente predicatore evangelico dell'epoca.
Nel 1940, in un articolo poi pubblicato postumo sulla testata della Quarta Internazionale, Lev Trockij descrisse di come il memoriale fosse stato acquisito dai servizi segreti dell'Unione Sovietica e poi da questi reso pubblico: il documento fu ottenuto nel 1925 da Feliks Ėdmundovič Dzeržinskij, capo del Direttorato politico dello Stato (GPU, la polizia segreta sovietica), per tramite di un informatore infiltrato ad alto livello nella dirigenza giapponese; benché alcuni alti esponenti sovietici come Nikolaj Ivanovič Bucharin avessero espresso perplessità sull'autenticità del documento, questo venne ritenuto attendibile dal Politburo, che decise di farlo tradurre e quindi di lasciarlo trapelare sulla stampa estera in modo da non rendere noto il coinvolgimento dell'Unione Sovietica nella questione.
Il Memoriale Tanaka fu più volte citato nelle opere di propaganda bellica degli Stati Uniti durante la seconda guerra mondiale, presentandolo come una sorta di controparte giapponese del Mein Kampf della Germania nazista. Nella serie di documentari propagandistici Why We Fight, supervisionati dal regista Frank Capra e pubblicati nei primi anni 1940, il memoriale viene descritto come il fondamento del piano giapponese per la guerra contro gli Stati Uniti; il documento viene inoltre citato nel documentario Know Your Enemy: Japan, sempre opera di Capra, pubblicato nell'agosto 1945.

## Autenticità

L'estensione delle conquiste giapponesi in Asia e nel Pacifico nel 1942

Il Memoriale Tanaka fu ampiamente accettato come autentico negli anni 1930 e 1940, principalmente perché la serie di effettive azioni espansionistiche messe in atto dall'Impero giapponese rifletteva in buona sostanza il contenuto del documento: azioni come l'invasione giapponese della Manciuria nel 1931, gli scontri al confine sovietico-mancese tra il 1932 e il 1939, lo scoppio della seconda guerra sino-giapponese nel 1937, l'occupazione giapponese dell'Indocina nel 1940 e, infine, l'attacco di Pearl Harbor nel 1941 e l'avvio delle operazioni belliche nel Pacifico sembrarono confermare del tutto quanto contenuto nel memoriale. Come rilevò lo storico Barak Kushner: «ci sono diversi errori storici critici nel Memoriale Tanaka che dimostrano chiaramente che esso è un falso, ma il fatto che il messaggio si sia sovrapposto agli obiettivi generali del Giappone di sottomettere militarmente la Cina ha coinciso con la convinzione che il Memoriale fosse autentico».
Nel periodo successivo alla seconda guerra mondiale l'autenticità del supposto memoriale è stata messa fortemente in dubbio. Quando gli Alleati si misero alla ricerca di documenti a sostegno delle accuse di crimini di guerra mosse contro gli alti dirigenti politici e militari del Giappone, non vennero trovate né bozze né copie di un qualcosa che potesse corrispondere al Memoriale Tanaka; anche dopo la resa del Giappone, un originale in lingua giapponese del documento non è mai stato prodotto nonostante i lunghi sforzi di ricerca.
Tra il 27 giugno e il 7 luglio 1927, il primo ministro Tanaka riunì effettivamente una conferenza con i massimi esponenti del ministero degli esteri, dell'Esercito, della Marina e delle finanze per discutere della strategia giapponese nei confronti della Cina; si suppone che il Memoriale possa essere un resoconto segreto delle risultanze di questa conferenza, la quale tuttavia, più che elaborare un piano di dominio mondiale, formulò un consenso approssimativo sul fatto che il Giappone dovesse sostenere il governo nazionalista del Kuomintang nella sua lotta contro il Partito Comunista Cinese e spingere il signore della guerra cinese Zhang Zuolin a consolidare la sua base di potere in Manciuria creandovi un'entità semi-autonoma, la quale avrebbe funto da zona cuscinetto tra Giappone e Cina e che, nel lungo periodo, sarebbe caduta sotto l'influenza nipponica.
Per quanto alcuni autori come Edwin Palmer Hoyt ritengano che il documento rifletta pienamente la visione del primo ministro Tanaka e degli ambienti ultranazionalistici giapponesi dell'epoca, la maggioranza degli storici odierni propende per il fatto che il Memoriale Tanaka sia un falso. La storica sino-americana Iris Chang, nel suo celebre Lo stupro di Nanchino, rileva che il governo giapponese dell'epoca era talmente diviso in fazioni contrapposte tra di loro che un simile piano di conquista globale non si sarebbe potuto attuare in nessun caso. Lo storico Meirion Harries sostiene che il Memoriale Tanaka «è stato uno dei più riusciti "giochi sporchi" del ventesimo secolo – un documento fasullo concepito così brillantemente che trent'anni dopo gli occidentali ne erano ancora affascinati»; per lo storico William G. Beasley, similmente, «la natura di questo documento, come pubblicato variamente in inglese e cinese, non convince circa la sua autenticità». Il Memoriale Tanaka è menzionato varie volte in pubblicazioni e testi scolastici editi in Cina anche in tempi recenti, ma la maggioranza degli storici giapponesi sostiene che esso sia un falso.
Già all'epoca dei fatti si discuteva in merito all'autenticità del documento, nell'ambito delle discussioni private tra i delegati cinesi e giapponesi alla Conferenza di Kyoto dell'Institute of Pacific Relations nell’autunno del 1929. Tale dibattito è persistito con vari gradi di intensità fino ad oggi con pochi segnali di risoluzione. Tuttavia, il peso delle prove indica inequivocabilmente che il memoriale è un documento falso. Tralasciando i successori di Tanaka Giichi – molti dei quali erano vicini al primo ministro prima del suo assassinio – che negano assolutamente l'autenticità del memoriale, diversi studiosi ancora oggi sostengono che le prove che sia un falso possano rilevarsi nel documento stesso: si sono riscontrati infatti errori fattuali, contraddizioni interne e discrepanze stilistiche.
Vi sono alcune teorie circa l'origine del supposto memoriale. Vista la sua iniziale pubblicazione sui mezzi d'informazione editi in Cina, alcuni storici giapponesi hanno attribuito la redazione del falso memoriale ad ambienti cinesi legati al Kuomintang o al Partito Comunista. Un altro filone di teorie propende invece per un'operazione di falsificazione portata avanti dall'Unione Sovietica, al fine di contrastare l'imperialismo nipponico guastando i rapporti diplomatici tra Giappone, Cina e Stati Uniti fino a causare una guerra tra di loro; questa linea di pensiero tende ad attribuire al capo del GPU sovietico Dzeržinskij la redazione del falso memoriale.